# Listă de dramaturgi austrieci
Listă de dramaturgi austrieci:

## A
- Ludwig Anzengruber (1839–1889)

## B
- Hermann Bahr (1863–1934)
- Wolfgang Bauer (1941–2005)
- Eduard von Bauernfeld
- Thomas Bernhard
- Arnolt Bronnen (1895–1959)
- Ferdinand Bruckner (1891–1958)

## C
- Franz Theodor Csokor (1885–1969)

## E
- Gustav Ernst

## F
- Erich Fried (1921–1988)

## G
- Franz Grillparzer (1791–1872)

## H
- Peter Handke (n. 1942)
- Fritz Hochwälder (1911–1986)
- Richard Beer-Hofmann (1866–1945)
- Hugo von Hofmannsthal (1874–1929)
- Alexander Lernet-Holenia (1897–1976)
- Ödön von Horváth (1901–1938)

## K
- Friedrich Kaiser (1814–1874)
- Oskar Kokoschka (1886–1980)
- Karl Kraus (1874–1936)

## J
- Gert Jonke

## L
- Léo Lania
- Alexander Lernet-Holenia

## M
- Erika Mitterer
- Robert Musil (1880–1942)

## N
- Johann Nestroy (1801–1862)

## P
- Josef Friedrich Perkonig

## R
- Ferdinand Raimund

## S
- Ferdinand von Saar

## T
- Peter Turrini (n. 1944)

## W
- Josef Wenter

## Z
- Joseph Christian, Baron von Zedlitz

## Vezi și
- Listă de piese de teatru germane
- Listă de dramaturgi
- Listă de dramaturgi germani